# Camilla Waldman
Pour les articles homonymes, voir Camilla et Waldman.
Camilla Waldman, née le 22 février 1968 en Afrique du Sud, est une actrice sud-africaine.

## Filmographie
- 1995 : Tales of Mystery and Imagination (série télévisée)
- 2004 : Berserker: Hell's Warrior : la mère
- 2004 : Dead Easy : Moira
- 2006 : The Fall : la femme en pleurs
- 2007 : Spaarwiel (court métrage) : la maman
- 2010 : Vie sauvage (Wild at Heart) (série télévisée) : Hannah
- 2011-2012 : Leonardo (série télévisée) : Teresa de Medici (10 épisodes)
- 2015 : While You Weren't Looking : Terri
- 2016 : Hanslammers (court métrage) : Rina
- 2017 : Empire of the Sharks (téléfilm) : captaine Ann Aldrin